# Месје 109
Месје 109 (М109) је спирална галаксија у сазвежђу Велики медвед која се налази у Месјеовом каталогу објеката дубоког неба.
Деклинација објекта је + 53° 22' 25" а ректасцензија 11h 57m 35,4s. Привидна величина (магнитуда) објекта М109 износи 9,8 а фотографска магнитуда 10,6. Налази се на удаљености од 27,784 милиона парсека од Сунца. М109 је још познат и под ознакама NGC 3992, UGC 6937, MCG 9-20-44, CGCG 269-23, IRAS 11549+5339, PGC 37617.